# 納舒厄 (明尼蘇達州)
納舒厄（英語：Nashua，/ˈnæʃwə/ NASH-wə）是一個位於美國明尼蘇達州威爾金縣的城市。

## 歷史
納舒厄的郵局於1892年成立，其後於1996年停運。此地得名自早期定居者納什家族。

## 人口
根據2020年美國人口普查的數據，納舒厄的面積為9.098平方千米，皆為陸地。當地共有人口67人，而人口密度為每平方千米7人。